# لویبن

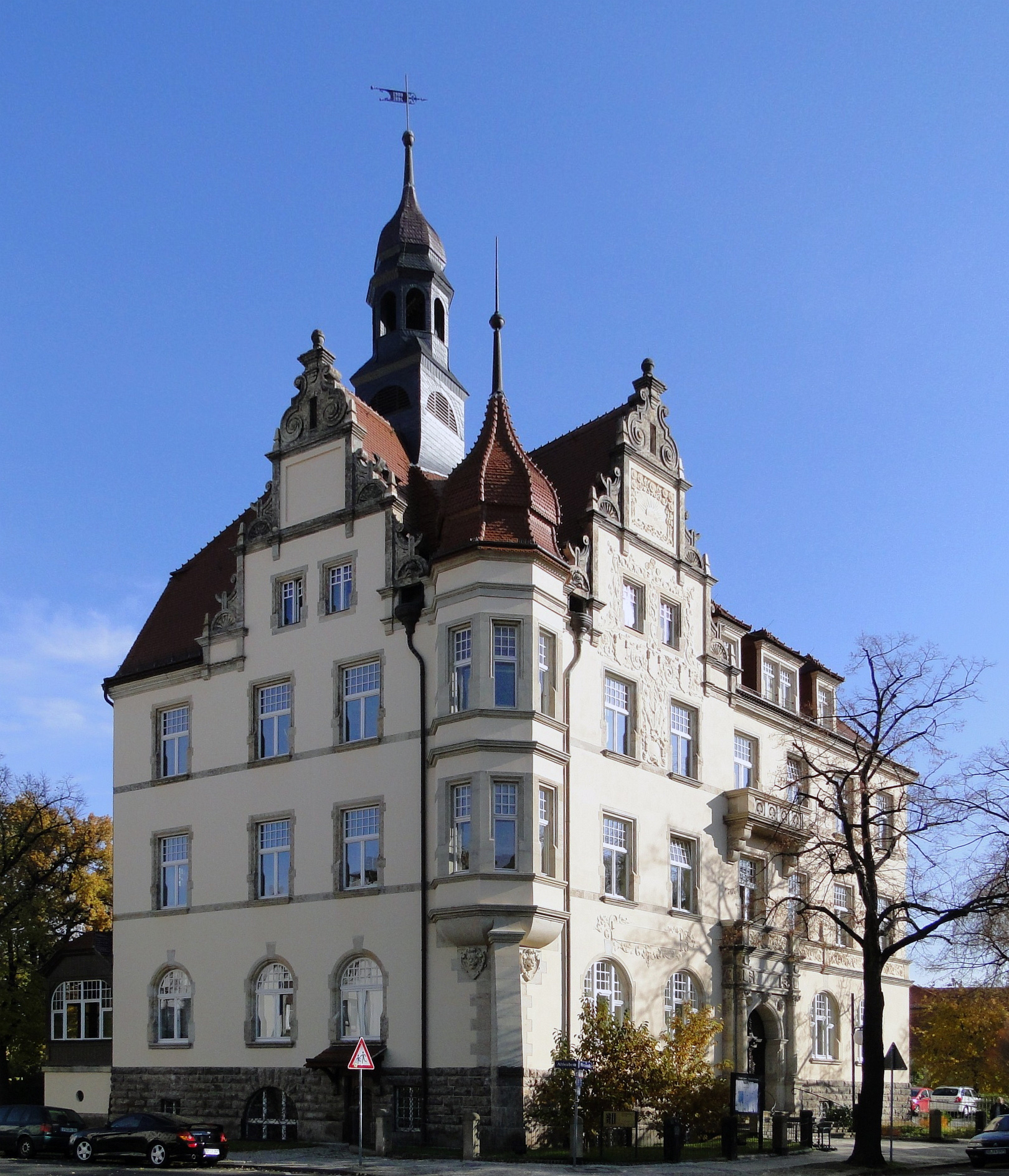
تالار محلهٔ لویبن در سال ۲۰۱۰

لویبن (آلمانی: Leuben) یک محله و همچنین بخشی از شهر درسدن آلمان است. بخش لویبن از محله‌های لویبن، لائوبگاست، کلاینسشاخویتس و گروسشاخویتس تشکیل شده‌است و جمعیت آن در سال ۲۰۲۰ میلادی، ۳۸٬۳۵۳ بود.